# Karosa Série 900
La Série 900 est une série de plusieurs autobus et autocars de la marque tchèque Karosa. Elle fut produite entre 1996 à 2006 dans la ville de Vysoké Mýto en Tchécoslovaquie, qui deviendra la République tchèque.
Cette série intègre des autobus urbains, autocars scolaires, interurbains et tourismes.

## Historique

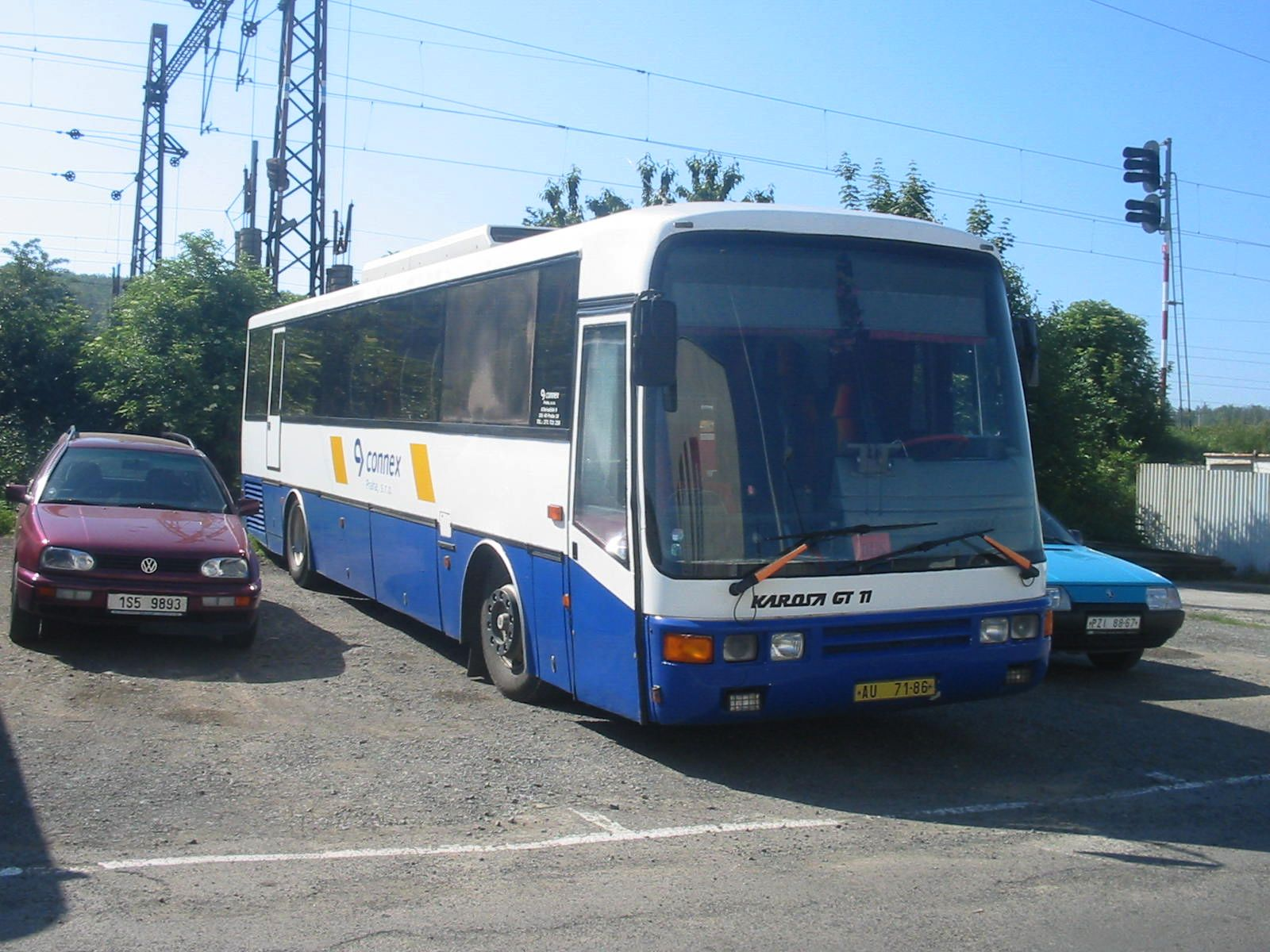
Karosa LC 937.

### Lancement
Le tout premier modèle de la Série 900 sera le LC 937 qui sortira en 1994. Sa face avant ne sera pas gardé pour le reste de la série.
Le vrai lancement de la Série 900 sera en 1995 avec le B 931. Viendra ensuite les LC 936 et C 934.

## Les véhicules
Le premier et principal autobus représentant cette série est le Karosa C 934 (autocar scolaire et interurbain), suivi par les B 931 (bus de ville avec transmission automatique), le B 932 (bus de banlieue avec transmission manuelle), l'autocar C 935 et l'autocar de tourisme LC 936.
Les véhicules ont été les plus vendus en Tchécoslovaquie/République tchèque et les autres pays des alentours.

### Désignation
- Lettre : elle désigne le type du véhicule : B = urbains et suburbains (autobus), C = interurbains (autocars), LC = distance (autocar de tourisme).
- Le premier chiffre : 9 = la succursale (la nomenclature de produits d'ingénierie) du bus.
- Le deuxième numéro : indique la longueur du véhicule : 3 = 11 m, 4 = 17 m, 5 = 12 m
- Troisième chiffre : 
  - Pour les véhicules B : il indique le type de boîte de vitesses : 1 = automatique, 2 = mécanique.
  - Pour les véhicules C : il indique le type de boîte de vitesses et le type du distance : 3 = régionales avec une transmission automatique, 4 = longue distance avec une transmission manuelle, 5 = longue distance avec une boîte manuelle et un plus grand espace bagages (ou les lignes pour les longs trajets)
  - Pour les véhicules LC : 5, 6 ou 7 degrés marqués de luxe (plus le nombre est grand, plus l'autocar est luxueux).

### Modèles

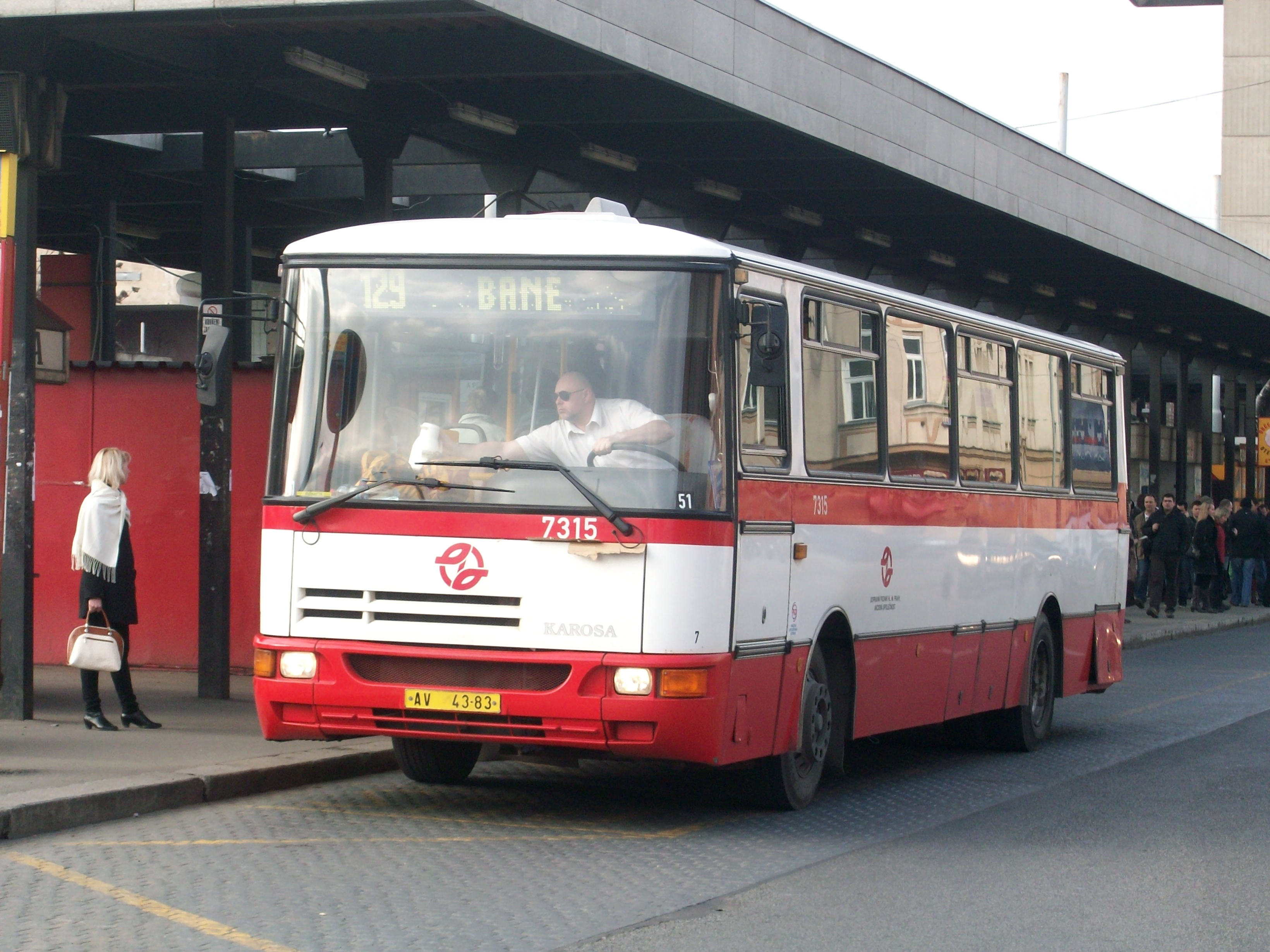
Karosa B 931.

Urbain
- Karosa B 931
- Karosa B 932
- Karosa B 941
- Karosa B 951
- Karosa B 952
- Karosa B 961

Interurbain
- Karosa C 934
- Karosa C 935 (Récréo)
- Karosa C 943
- Karosa C 954
- Karosa C 955 (Récréo)
- Karosa C 956 (Axer)

Tourisme
- Karosa LC 936
- Karosa LC 937 (GT 11)
- Karosa LC 956
- Karosa LC 957 (HD 12)